# اچ‌ام‌اس ونگارد (اس۲۸)
اچ‌ام‌اس ونگارد (اس۲۸) (به انگلیسی: HMS Vanguard (S28)) یک زیردریایی است که طول آن ۱۴۹٫۹ متر (۴۹۱ فوت ۱۰ اینچ) می‌باشد. این زیردریایی در سال ۱۹۹۲ ساخته شد.